# Norwegischer Fußballpokal der Männer 1974
Der norwegische Fußballpokal 1974 (kurz auch NM-Cup 1974 genannt) war die 69. Austragung des Fußballpokalwettbewerbs der Männer. Pokalsieger wurde Skeid Oslo. Das Team setzte sich im Finale gegen Viking Stavanger mit 3:1 durch. Durch den Sieg qualifizierte sich Skeid für den Europapokal der Pokalsieger 1975/76.

## 1. Runde
| Datum      |                      | Ergebnis  |                    |
| ---------- | -------------------- | --------- | ------------------ |
| 29.05.1974 | Herkules IF          | 2:6       | Odds BK            |
| 30.05.1974 | Brann Bergen         | 5:1       | Sogndal IL         |
| 31.05.1974 | Askim FK             | 1:0       | Asker SK           |
|            | Bergsøy IL           | 3:4       | IL Hødd            |
|            | SFK Bodø-Glimt       | 3:1       | IF Grand Bodø      |
|            | Bryne FK             | 4:1       | Ålgård FK          |
|            | Buøy IL              | 1:0       | SK Haugar          |
|            | Clausenengen FK      | 2:1       | SK Træff           |
|            | FK Donn              | 0:2       | FK Vigør           |
|            | Eidsvold Turn        | 1:2       | Redalen IL         |
|            | Eik IF               | 1:0       | Fram Larvik        |
|            | Erdal IL             | 3:1       | IL Bjarg           |
|            | Fredrikstad FK       | 3:0       | Kvik Halden FK     |
|            | FK Gjøvik Lyn        | 0:1       | Skeid Oslo         |
|            | Harstad IL           | 1:1 n. V. | FK Mjølner         |
|            | Holmestrand IF       | 3:1       | Moss FK            |
|            | IL Jotun             | 1:3       | Laksevåg TIL       |
|            | Kirkenes IF          | 2:1       | IL Polarstjernen   |
|            | Kongsberg IF         | 0:2       | Mjøndalen IF       |
|            | Langevåg IL          | 4:2       | Ellingsøy IL       |
|            | Larvik Turn          | 6:0       | Greåker IF         |
|            | Lillehammer FK       | 0:2       | Brumunddal IL      |
|            | Lisleby FK           | 0:0 n. V. | Kongsvinger IL     |
|            | Lunner IL            | 1:3       | Raufoss IL         |
|            | Løkken IF            | 1:2       | Kristiansund FK    |
|            | Manglerud Star       | 1:0       | Ullensaker/Kisa IL |
|            | Molde FK             | 3:0       | Åndalsnes IF       |
|            | Mosjøen IL           | 0:2       | Mo IL              |
|            | Neset FK             | 3:1       | Henning IL         |
|            | Nidelv IL            | 0:2       | SK Nessegutten     |
|            | Nybergsund IL        | 0:2       | Ham-Kam            |
|            | Ny-Krohnborg IL      | 2:0       | FBK Voss           |
|            | Nymark IL            | 3:0       | Florvåg IF         |
|            | Odda IL              | 3:0       | SK Baune           |
|            | Os TF                | 4:0       | IL Varegg          |
|            | IF Pors              | 1:2       | Urædd FK           |
|            | Rosenborg Trondheim  | 2:1       | Verdal IL          |
|            | Røros IL             | 5:0       | Rendalen IL        |
|            | Sandefjord BK        | 0:2       | Kråkerøy IL        |
|            | SBK Skiold           | 0:1       | Frigg Oslo FK      |
|            | Skotterud IL         | 0:5       | Sarpsborg FK       |
|            | Slemmestad IF        | 1:4       | Stabæk IF          |
|            | FK Sparta Sarpsborg  | 1:1 n. V. | Østsiden IL        |
|            | SK Sprint-Jeløy      | 0:2       | Lillestrøm SK      |
|            | SK Stag              | 1:0       | SK Snøgg           |
|            | Steinkjer FK         | 3:2       | Strinda IL         |
|            | IL Stjørdals-Blink   | 4:2       | Sverresborg IF     |
|            | Stord IL             | 3:1       | Arna TIL           |
|            | Strømsgodset IF      | 0:1       | Jevnaker IF        |
|            | Sunndal IL           | 1:0       | Folldal IF         |
|            | IL Sverre            | 0:1       | SK Falken          |
|            | Tromsø IL            | 6:0       | IL Stein           |
|            | SK Ulf               | 2:0       | Stavanger IF       |
|            | SK Vard Haugesund    | 7:2       | FK Vidar           |
|            | Velledalen/Ringen FL | 0:3       | Skarbøvik IF       |
|            | Vigrestad IK         | 5:3 n. V. | Klepp IL           |
|            | Vikersund IF         | 1:3       | Åssiden IF         |
|            | Viking Stavanger     | 6:0       | Kopervik IL        |
|            | Vindbjart FK         | 0:3       | Start Kristiansand |
|            | Vålerenga Oslo       | 3:2       | Grue IL            |
|            | Ørsta IL             | 7:1       | Tornado FK         |
|            | Øvrevoll BK          | 1:2       | SBK Drafn          |
|            | Aalesunds FK         | 4:0       | SK Herd            |
| 03.06.1974 | SFK Lyn Oslo         | 2:1       | Sagene IF          |

### Wiederholungsspiele
| Datum      |                | Ergebnis |                     |
| ---------- | -------------- | -------- | ------------------- |
| 05.06.1974 | Kongsvinger IL | 2:1      | Lisleby FK          |
|            | FK Mjølner     | 2:0      | Harstad IL          |
|            | Østsiden IL    | 1:0      | FK Sparta Sarpsborg |

## 2. Runde
| Datum      |                    | Ergebnis  |                     |
| ---------- | ------------------ | --------- | ------------------- |
| 12.06.1974 | SBK Drafn          | 0:1       | Odds BK             |
| 18.06.1974 | Jevnaker IF        | 2:0       | SFK Lyn Oslo        |
| 19.06.1974 | SK Falken          | 0:2       | Rosenborg Trondheim |
| 20.06.1974 | SFK Bodø-Glimt     | 3:0       | Kirkenes IF         |
|            | Bryne FK           | 9:1       | Odda IL             |
|            | Erdal IL           | 0:3       | Brann Bergen        |
|            | Frigg Oslo FK      | 1:0       | Brumunddal IL       |
|            | Ham-Kam            | 5:0       | Manglerud Star      |
|            | Kristiansund FK    | 0:3       | Molde FK            |
|            | Kråkerøy IL        | 2:0       | Vålerenga Oslo      |
|            | Laksevåg TIL       | 0:1       | Os TF               |
|            | Langevåg IL        | 0:0 n. V. | Ny-Krohnborg IL     |
|            | Lillestrøm SK      | 3:1       | Kongsvinger IL      |
|            | FK Mjølner         | 0:1       | Tromsø IL           |
|            | Mjøndalen IF       | 2:0       | SK Stag             |
|            | Mo IL              | 3:0       | SK Nessegutten      |
|            | Raufoss IL         | 3:0       | Holmestrand IF      |
|            | Sarpsborg FK       | 2:0       | Eik IF              |
|            | Skarbøvik IF       | 2:1       | IL Hødd             |
|            | Skeid Oslo         | 6:1       | Redalen IL          |
|            | Stabæk IF          | 2:0       | Askim FK            |
|            | Start Kristiansand | 5:1       | Buøy IL             |
|            | Steinkjer FK       | 0:0 n. V. | Neset FK            |
|            | IL Stjørdals-Blink | 3:1 n. V. | Clausenengen FK     |
|            | Stord IL           | 0:1       | Viking Stavanger    |
|            | Sunndal IL         | 0:1       | Røros IL            |
|            | SK Ulf             | 2:0       | SK Vard Haugesund   |
|            | Urædd FK           | 1:4       | Fredrikstad FK      |
|            | Vigrestad IK       | 4:0       | Nymark IL           |
|            | FK Vigør           | 1:0       | Larvik Turn         |
|            | Ørsta IL           | 3:3 n. V. | Aalesunds FK        |
|            | Åssiden IF         | 3:1       | Østsiden IL         |

### Wiederholungsspiele
| Datum      |                 | Ergebnis |              |
| ---------- | --------------- | -------- | ------------ |
| 27.06.1974 | Neset FK        | 1:0      | Steinkjer FK |
|            | Ny-Krohnborg IL | 2:0      | Langevåg IL  |
|            | Aalesunds FK    | 0:1      | Ørsta IL     |

## 3. Runde
| Datum      |                     | Ergebnis  |                    |
| ---------- | ------------------- | --------- | ------------------ |
| 25.06.1974 | Start Kristiansand  | 3:1       | SK Ulf             |
|            | Molde FK            | 4:0       | Ørsta IL           |
| 26.06.1974 | Rosenborg Trondheim | 8:0       | IL Stjørdals-Blink |
| 27.06.1974 | Odds BK             | 2:0       | Lillestrøm SK      |
|            | Fredrikstad FK      | 3:1       | Frigg Oslo FK      |
|            | Viking Stavanger    | 4:0       | FK Vigør           |
|            | Røros IL            | 0:1       | Skeid Oslo         |
|            | Os TF               | 0:0 n. V. | Skarbøvik IF       |
| 28.06.1974 | Kråkerøy IL         | 1:2       | Sarpsborg FK       |
|            | Raufoss IL          | 4:2       | Stabæk IF          |
|            | Ham-Kam             | 0:0 n. V. | Jevnaker IF        |
|            | Åssiden IF          | 0:3       | Mjøndalen IF       |
|            | Tromsø IL           | 2:4       | SFK Bodø-Glimt     |
| 01.07.1974 | Brann Bergen        | 4:0       | Ny-Krohnborg IL    |
| 02.07.1974 | Vigrestad IK        | 2:1       | Bryne FK           |
| 04.07.1974 | Neset FK            | 3:1       | Mo IL              |

### Wiederholungsspiele
| Datum      |              | Ergebnis  |         |
| ---------- | ------------ | --------- | ------- |
| 02.07.1974 | Skarbøvik IF | 2:5 n. V. | Os TF   |
| 04.07.1974 | Jevnaker IF  | 0:4       | Ham-Kam |

## 4. Runde
| Datum      |                  | Ergebnis  |                     |
| ---------- | ---------------- | --------- | ------------------- |
| 18.08.1974 | SFK Bodø-Glimt   | 2:1 n. V. | Rosenborg Trondheim |
|            | Sarpsborg FK     | 3:2       | Ham-Kam             |
|            | Os TF            | 0:3       | Brann Bergen        |
|            | Viking Stavanger | 2:1       | Fredrikstad FK      |
|            | Skeid Oslo       | 2:1       | Vigrestad IK        |
|            | Molde FK         | 2:1       | Neset FK            |
|            | Mjøndalen IF     | 1:3 n. V. | Raufoss IL          |
|            | Odds BK          | 0:0 n. V. | Start Kristiansand  |

### Wiederholungsspiel
| Datum      |                    | Ergebnis |         |
| ---------- | ------------------ | -------- | ------- |
| 28.08.1974 | Start Kristiansand | 5:1      | Odds BK |

## Viertelfinale
| Datum      |                    | Ergebnis  |                  |
| ---------- | ------------------ | --------- | ---------------- |
| 08.09.1974 | SFK Bodø-Glimt     | 2:1 n. V. | Sarpsborg FK     |
|            | Raufoss IL         | 0:1       | Skeid Oslo       |
|            | Brann Bergen       | 2:1       | Molde FK         |
|            | Start Kristiansand | 1:2       | Viking Stavanger |

## Halbfinale
| Datum      |                  | Ergebnis |                |
| ---------- | ---------------- | -------- | -------------- |
| 25.09.1974 | Viking Stavanger | 5:0      | SFK Bodø-Glimt |
|            | Skeid Oslo       | 3:1      | Brann Bergen   |

## Finale
| Skeid Oslo                                  | Skeid Oslo | Viking Stavanger | Viking Stavanger |
| ------------------------------------------- | --- | --- | ---------------- |
| Skeid Oslo                                  | \| Finale \| \| 20. Oktober 1974 in Oslo (Ullevaal-Stadion) \| \| Ergebnis: 3:1 (1:0) \| \| Zuschauer: 14.276 \| \| Schiedsrichter: Egil Bergstad \| \| Spielbericht \|                                                                     | \| Finale \| \| 20. Oktober 1974 in Oslo (Ullevaal-Stadion) \| \| Ergebnis: 3:1 (1:0) \| \| Zuschauer: 14.276 \| \| Schiedsrichter: Egil Bergstad \| \| Spielbericht \|                                                                              | Viking Stavanger |
| Skeid Oslo                                  | Per Egil Nygård – Harald Gjedtjernet, Per Christian Olsen, Jan Birkelund, Georg Hammer – Trygve Bornø, Frank Olafsen, Tor Egil Johansen – Bjørn Skjønsberg, Stein Thunberg, Kai Arild Lund (72. Terje Nikolaysen) Cheftrainer: Brede Borgen | Erik Johannessen – Anbjørn Ekeland, Reidar Goa, Olav Nilsen, Sigbjørn Slinning – Inge Valen, Svein Kvia – Gunnar Berland (?. Henning Aamodt), Trygve Johannessen, Hans Edgar Paulsen (75. Rolf Bjørnsen), Arvid Knutsen Cheftrainer: Stuart Williams | Viking Stavanger |
| Skeid Oslo                                  | 1:0 Bjørn Skjønsberg (40.) 2:1 Stein Thunberg (52.) 3:1 Stein Thunberg (89.) | 1:1 Hans Edgar Paulsen (50.) | Viking Stavanger |
| Finale                                      | | |                  |
| 20. Oktober 1974 in Oslo (Ullevaal-Stadion) | | |                  |
| Ergebnis: 3:1 (1:0)                         | | |                  |
| Zuschauer: 14.276                           | | |                  |
| Schiedsrichter: Egil Bergstad               | | |                  |
| Spielbericht                                | | |                  |